# La Barbare
La Barbare est un film français réalisé par Mireille Darc, sorti en 1989.

## Synopsis
Voilà six ans que Sophie n'est pas retournée en Tunisie, son pays. Exilée en France avec sa mère, renvoyées toutes deux du pays natal par un père dont elle ne garde que le souvenir d'un homme rude et brisé, elle y est rappelée pour l'enterrement de ce dernier. Ce voyage « obligé » la place soudain dans une situation de quête. Elle se souvient vaguement que le défunt lui a appris l'amour et la guerre ; elle cherche son champ de bataille. Michael, un riche chirurgien, la reçoit dans sa somptueuse maison avec sa femme Alice. Michael se montre attentif, mais un jour, Sophie ne supporte pas de voir l'amour de cet homme et cette femme, si éloigné de ce qu'elle a connu entre ses parents. Elle veut alors faire de Michael un amant. Celui-ci résiste et Sophie entre en crise. Alice comprend les sentiments de Sophie mais ne dit rien. Un soir, Sophie entraîne Michael dans une cabane abandonnée sur la plage. Il se laisse faire. Pris entre sa femme et elle, il se détache de Sophie. Elle ne le supporte pas, rentre en France où personne ne l'attend et revient en Tunisie. Alice comprend alors qu'elle perd son mari. Chaque nuit, Michael et Sophie se retrouvent dans la cabane. Une fois initiée à l'amour, Sophie qui sait que Michael l'aime, le laisse tomber.

## Fiche technique
- Titre : La Barbare
- Réalisation : Mireille Darc
- Scénario : Jean Curtelin, Mireille Darc et Catherine Cohen, d'après le roman de Katherine Pancol
- Images : Claude Agostini (Couleurs)
- Musique : Jean-Marie Sénia
- Décors : Claude Bouvard et Michel Grimaud
- Montage : Jacques Witta
- Production : Norbert Chalon / Jacques Bokobsa
- Distribution : Films Number One
- Durée : 90 minutes
- Date de sortie : 7 juin 1989

## Distribution
- Murray Head : Michael
- Ángela Molina : Alice
- Aurélie Gibert : Sophie

## Critique
Ce film d'initiation, en partie autobiographique, est une « accumulation de problèmes psychologiques dans une atmosphère trouble et pesante » qui « entraîne et perd le spectateur dans une multitude de directions ».